# Jordan (Wisconsin)
Jordan es un pueblo ubicado en el condado de Green en el estado estadounidense de Wisconsin. En el Censo de 2010 tenía una población de 641 habitantes y una densidad poblacional de 6,88 personas por km².

## Geografía
Jordan se encuentra ubicado en las coordenadas 42°38′24″N 89°46′9″O / 42.64000, -89.76917. Según la Oficina del Censo de los Estados Unidos, Jordan tiene una superficie total de 93.19 km², de la cual 93.16 km² corresponden a tierra firme y (0.02%) 0.02 km² es agua.

## Demografía
Según el censo de 2010, había 641 personas residiendo en Jordan. La densidad de población era de 6,88 hab./km². De los 641 habitantes, Jordan estaba compuesto por el 99.22% blancos, el 0.16% eran afroamericanos, el 0.31% eran amerindios, el 0% eran asiáticos, el 0% eran isleños del Pacífico, el 0.16% eran de otras razas y el 0.16% pertenecían a dos o más razas. Del total de la población el 0.47% eran hispanos o latinos de cualquier raza.